# Gọi em bằng tên anh
Gọi em bằng tên anh (tựa gốc tiếng Anh: Call Me by Your Name) là tiểu thuyết xuất bản năm 2007 của nhà văn người Mỹ André Aciman. Cuốn sách kể về chuyện tình lãng mạn giữa cậu thiếu niên Do Thái 17 tuổi gốc Ý, Elio Perlman, với chàng học giả Do Thái 24 tuổi người Mỹ Oliver. Câu chuyện diễn ra vào những năm 1980 ở Ý, bắt đầu từ mùa hè đầu tiên khi hai người gặp nhau cho tới 20 năm sau đó.
Cuốn sách được phát hành tại Việt Nam từ năm 2017 qua bản dịch của dịch giả Nhật Khoa, do Nhà xuất bản Trẻ ấn hành. Tháng 10 năm 2019, Aciman đã cho ra mắt tiểu thuyết nối tiếp của Gọi em bằng tên anh, mang tên Find Me.

## Tóm lược cốt truyện
Câu chuyện được thuật lại qua hồi tưởng của Elio Perlman. Dù mốc thời gian cụ thể không được đề cập, câu chuyện có thể bắt đầu vào năm 1987 khi Elio 17 tuổi và đang sống với bố mẹ trong căn biệt thự của họ ở nước Ý. Mỗi mùa hè, gia đình cậu đều mời một sinh viên đã tốt nghiệp đến ở cùng trong vòng sáu tuần để viết sách và phụ giúp bố Elio trong các công việc giấy tờ. Elio ghét truyền thống này, vì cậu phải chia sẻ phòng ngủ của mình với khách.
Khách trọ mùa hè năm đó là Oliver, một sinh viên người Mỹ vô tư và cởi mở—trái ngược với cá tính hướng nội của Elio. Chính Elio đã chọn Oliver, với hy vọng có thể nhanh chóng làm quen với người khách mới bằng cách trở thành hướng dẫn viên cho anh, nhưng đáp lại nỗ lực của Elio là một sự hờ hững. Trong một trận tennis, Oliver nắm lấy vai Elio nhưng cậu sợ hãi rụt người lại. Dù Elio tự mình nhận ra bản thân là người song tính cũng như cậu đã hoàn toàn bị Oliver thu hút—thể hiện ở sự phấn khích của cậu khi biết Oliver cũng là người Do Thái vì thấy đó như là một mối liên kết giữa họ, nhưng Elio e ngại rằng tình cảm của cậu sẽ không được anh đáp lại.
Một ngày nọ, Elio lẻn vào phòng của Oliver, tự thỏa mãn bằng cách mặc quần bơi của Oliver. Sau đó, Elio thổ lộ tình cảm với Oliver, họ hôn nhau trên một gò đất nơi Claude Monet từng ký họa một số bức tranh. Khi Elio đặt tay mình vào đũng quần của Oliver, anh đã đẩy tay cậu ra.
Vài ngày sau đó, hai người trở nên xa cách. Elio qua lại với Marzia, một cô nàng địa phương cùng tuổi, nhưng đồng thời cũng cố gắng hàn gắn với Oliver. Để đáp lại mẩu thư nhỏ cho thấy mong muốn gặp mặt của Elio, Oliver viết rằng sẽ gặp cậu vào lúc nửa đêm. Đêm hôm đó, Elio đến phòng Oliver và hai người có lần làm tình đầu tiên. Elio sau đó cảm thấy tội lỗi và cho rằng cả hai không nên tiếp tục nữa.
Hôm sau, Oliver mặc quần bơi của Elio xuống ăn sáng và sau đó khẩu giao với cậu. Elio nhận ra tình cảm của mình không hề thay đổi và mong muốn tiếp tục mối quan hệ này. Cậu đến thăm Marzia rồi quan hệ tình dục với cô. Chiều hôm đó, Elio nằm một mình tự thỏa mãn rồi xuất tinh vào một quả đào. Lát sau, Oliver vào phòng cậu, ăn trái đào và tiếp tục làm tình với cậu.
Mùa hè dần trôi qua, đã sắp đến lúc Oliver phải quay trở về Mỹ. Oliver và Elio cùng du ngoạn ở Roma trong vòng ba ngày trước khi cả hai chia tay. Khi về nhà, Elio hết sức hụt hẫng khi nhận ra đồ đạc trong phòng ngủ của mình đã được trả về như cũ và mọi dấu vết của Oliver đã không còn. Elio trò chuyện với bố và ông tỏ ra ủng hộ "tình bạn" của con trai và Oliver.
Giáng sinh năm ấy, Oliver quay lại thăm gia đình Elio và thông báo rằng anh sẽ kết hôn vào mùa hè năm tới. Oliver và Elio mất liên lạc với nhau trong nhiều năm sau đó.
15 năm sau, Elio đến Mỹ để gặp Oliver, lúc này đã là một giáo sư. Elio thú nhận rằng tình cảm của cậu dành cho Oliver chưa bao giờ dứt, đồng thời cậu cũng thấy ghen tị với gia đình mới của Oliver nên không sẵn sàng gặp vợ và các con anh. Oliver nói rằng anh đã luôn để mắt đến sự nghiệp của Elio. Anh cho cậu xem tấm bưu thiếp mà hè năm ấy anh lấy từ phòng cậu để làm kỉ niệm và đã gìn giữ nó cho đến tận bây giờ. Khi gặp nhau lần cuối ở một quán rượu, Elio và Oliver suy ngẫm rằng con người ta có thể sống trong một thế giới song song—một là cuộc đời thực và một là ảo mộng mà họ không thể cùng sống vì những tác động từ bên ngoài.
20 năm kể từ mùa hè đầu tiên, Oliver đến thăm Elio ở Ý. Hai người cùng hồi tưởng lại khoảng thời gian ở bên nhau; Elio kể với Oliver rằng sau khi cha cậu mất, cậu đã đem tro của ông rải khắp thế giới. Cuốn tiểu thuyết kết thúc với lời của Elio, rằng nếu Oliver thực sự vẫn còn nhớ tất cả như anh nói, thì hãy "nhìn thẳng vào mắt em, để em ngắm anh, rồi gọi em bằng tên anh."

## Nhân vật

### Nhân vật chính
- Elio Perlman: tại thời điểm năm 1987, cậu 17 tuổi. Ở phần đầu của tiểu thuyết, cậu được miêu tả là một thiếu niên tính tình khép kín và có phần hướng nội; dù vậy điều này không ngăn cậu dễ dàng làm quen và trò chuyện với người chủ tiệm sách, các vị khách lạ và nhà văn—những người mà sau đó cậu gặp trong chuyến đi đến Roma. Ở tuổi 17, cậu cực kì hiểu biết về nhiều vấn đề như âm nhạc và lịch sử, nhưng đồng thời cũng rất ít trải và ngây ngô trong tình yêu.
- Oliver: tại thời điểm năm 1987, anh 24 tuổi, là một sinh viên đã tốt nghiệp bằng Tiến sĩ, có tầm hiểu biết sâu rộng (về văn học hiện đại và cổ đại, cũng như triết học, lịch sử ngôn ngữ học và pha chế cà phê). Anh được mọi người xung quanh nhìn nhận là một chàng trai quyến rũ, cởi mở và thu hút, chẳng hạn như mẹ của Elio đã đặt cho anh biệt danh muvi star và cauboi. Cuốn sách của anh về Heraclitus nhanh chóng đạt được thành công và được xuất bản ở Anh, Pháp và Ý. Mùa hè một năm sau đó, anh lập gia đình và có hai con.

### Nhân vật phụ
- Vimini: tại thời điểm năm 1987, cô 10 tuổi, là một người bạn hàng xóm mắc bệnh bạch cầu của Elio. Sự có mặt của cô bé như thể là một biểu tượng cho lòng tin, là trung gian kết nối Elio với Oliver. Vimini rất thân thiết với Oliver và sau khi anh rời Ý, cô bé vẫn thường xuyên viết thư cho anh cho đến khi cô qua đời vì bệnh tật—một năm sau khi Oliver kết hôn. Nhờ có Vimini mà Elio đã nhìn thấu tình cảm chân thành của Oliver ẩn giấu sau vẻ ngoài lạnh nhạt.
- Marzia: một cô gái địa phương bằng tuổi Elio mà cậu có mối quan hệ "trên tình bạn nhưng dưới tình yêu". Khi được Elio tặng một tập thơ, cô nói rằng cô cũng thích đọc sách nhưng không muốn người khác biết vì cô cho rằng những người hay đọc thường giấu giếm bản chất của họ.
- Samuel Perlman: cha của Elio. Ông được miêu tả là một người cởi mở và thoải mái. Ông thấu hiểu mối quan hệ của con trai với Oliver và kể rằng thời trẻ gần như ông cũng đã có một mối quan hệ như vậy. Nguyên nhân cái chết của ông nhiều năm sau đó không được đề cập cụ thể, được cho là có liên quan đến cuộc diệt chủng người Do Thái ở châu Âu bởi kể từ khi ông mất, mẹ của Elio thường tỏ thái độ ngờ vực với các bưu phẩm mà những vị khách người nước ngoài mang đến.
- Annella Perlman: mẹ của Elio. Đôi khi bà hay chế giễu tính cách đậm chất Mỹ của Oliver.
- Mafalda: người giúp việc của gia đình Perlman, là một phụ nữ trung niên có gốc gác Napoli. Bà phụ trách công viêc giặt giũ và nấu cơm. Mafalda đã biết Elio từ khi cậu còn rất nhỏ và cậu thường cảm thấy bà đang "đi guốc trong bụng" mình.
- Anchise: người làm vườn của gia đình Perlman. Trong một thời gian dài Elio đã ngờ rằng ông có tình cảm với Oliver. Ông mất vì bệnh ung thư trong căn phòng của ông Elio khi chưa quá 50 tuổi.
- Manfredi: người lái xe của gia đình Perlman, chồng của Mafalda.
- Chiara: một cô gái địa phương có tình cảm với Oliver, tình nguyện giúp đỡ anh trong việc phiên dịch giấy tờ.

## Chủ đề

### Tình bạn và tình yêu
André Aciman, Gọi em bằng tên anh, trang 31
Mặc dù thường được xếp loại là tiểu thuyết đồng tính, nhưng khuynh hướng tính dục của các nhân vật trong Gọi em bằng tên anh chưa bao giờ được đề cập trực tiếp trong truyện. Tình cảm của mỗi nhân vật được thể hiện qua hành động của họ, như cách họ ghen tuông, ham muốn, thoả mãn, dằn vặt, nhung nhớ lẫn nhau.
Xuyên suốt cuốn sách, Elio đã liên tục bày tỏ cảm xúc của mình với cả Marzia lẫn Oliver. Như một nhà khảo cổ, Elio lần tìm nền tảng cho những ham muốn của mình. Một mặt, cậu thừa nhận mình bị thu hút bởi Marzia. Mặt khác, cậu cũng muốn hiểu vì sao mặc dù có những điểm tương đồng như thú vui xác thịt, mùi hương cơ thể... nhưng mối quan hệ giữa cậu và Oliver lại rất khác so với Marzia. Đặc biệt, có những cảm xúc, như sự nhung nhớ rạo rực đến ám ảnh, Elio chỉ có thể nhận thấy khi ở bên Oliver.
Nỗi khát khao của Elio muốn trở thành một với Oliver được thể hiện qua nhiều ẩn dụ. Khi mới bắt đầu, Oliver đến ở trong phòng ngủ của Elio. Elio phải chia sẻ nơi chốn riêng tư nhất của mình với anh. Mỗi lần muốn vào phòng, Elio phải đi qua một lan can nhỏ hẹp. Trái tim tò mò của chàng trai trẻ khao khát muốn chạm vào quần áo, cảm nhận hơi ấm da thịt của người khách lạ. Khi tình yêu của cả hai tiến triển, Elio và Oliver có thể trực tiếp trao đổi quần áo với nhau, thậm chí ở chung phòng khách sạn lúc ở Roma. Cuối cùng, khi Oliver ra đi và Elio trở về căn phòng của mình đã được sắp xếp lại như trước ngày anh tới.
Không chỉ ẩn dụ, quá trình tiến triển tình cảm giữa Elio và Oliver đôi khi cũng được miêu tả rất thực tế. Lúc ban đầu, Elio bị chảy máu mũi ngay khi Oliver vừa chạm bàn chân của anh vào của cậu. Khi sự thân mật đã sâu sắc hơn, hai người có thể cùng ăn, cùng tắm, hoặc thậm chí Oliver giúp Elio khi cậu bị nôn mửa.

### Tình yêu không rào cản
André Aciman, Gọi em bằng tên anh, trang 41
Là một chuyện tình với kết thúc không trọn vẹn khi hai nhân vật chính không thể đến bên nhau, nhưng không có một ngoại lực hay thế lực phản diện chủ đạo nào xuất hiện trong Gọi em bằng tên anh. Ngược lại, hành trình tìm ra bản ngã của Elio cũng như mối tình giữa cậu và Oliver được tự do phát triển. Xuyên suốt tiểu thuyết, Elio có thể tự đối thoại với bản thân rồi rút ra hướng đi cho mình mà không vấp phải sự kháng cự nào. Thậm chí, gia đình mà cụ thể là bố Elio còn ủng hộ tình cảm của cậu và Oliver. Lý do mà Elio và Oliver không thể ở bên nhau hoàn toàn là quyết định cá nhân của một trong hai.
Nếu có một sự sợ hãi tồn tại trong Gọi em bằng tên anh, thì đó là sợ hãi thời gian. Những chuyện tình mùa hạ luôn ngắn ngủi và chông chênh. Oliver chỉ ở Ý trong 6 tuần, một khoảng thời gian ít ỏi đã được định sẵn từ đầu. Mỗi ngày trôi qua, bên cạnh sự hứng khởi tìm hiểu về người bạn mới, Elio cũng lo lắng về một lúc nào đó đôi bên phải rời xa. Nỗi khắc khoải này thể hiện rõ ràng ở nửa sau truyện. Tình yêu được xác lập cũng là lúc quỹ thời gian đã cạn dần. Tuy nhiên, ngay cả sự hữu hạn đó cũng không làm cho nhân vật khổ sở, trái lại còn khiến cho họ càng trân trọng, hối hả, khao khát ở bên nhau nhiều hơn.

### Văn hoá và lịch sử
Câu chuyện trong Gọi em bằng tên anh diễn ra trong một bầu không khí hết sức học thuật. Hầu như các nhân vật chính đều là học giả, thông minh và uyên bác trong nhiều lĩnh vực. Tiểu thuyết nhắc tới rất đa dạng chủ đề văn hoá, từ thi ca (tiếng Anh, Pháp, Ý, Đức), triết học (Heraclitus, Plato, Nietzsche), hội hoạ (Elio và Oliver hôn nhau trên một gò đất nơi Monet từng vẽ tranh; tấm bưu thiếp của Oliver cũng là một bức tranh của Monet; hay phong cảnh mùa thu được miêu tả như trong bức tranh Đêm Đầy Sao của Vincent van Gogh) và đặc biệt là âm nhạc. Elio được miêu tả là một thiên tài âm nhạc, chơi dương cầm rất giỏi và luôn bận rộn chuyển biên các tác phẩm của Bach, Handel hay Haydn.
Nhiều tác phẩm và tác gia nổi tiếng liên tục được các nhân vật nhắc tới. Đầu truyện, Elio muốn chuyển ngữ bài thơ Alla Luna của Giacomo Leopardi. Trong bài thơ, tác giả thổ lộ với ánh trăng rằng thật khó khăn để một nhà thơ có thể truyền tải tất cả đam mê và khổ đau thời trai trẻ của mình bằng ngôn ngữ. Elio cũng cho rằng có những khát khao không thể diễn tả bằng lời. Cuối truyện, Elio và Oliver lại trao đổi về cuốn tiểu thuyết The Well-Beloved của Thomas Hardy, nói về một người đàn ông goá vợ nỗ lực tìm kiếm tình yêu đã mất ở những người phụ nữ từng có liên quan đến vợ mình.
Nhà văn Mary Shelley được đề cập tới khá nhiều lần. Câu chuyện về cái chết của chồng bà cũng như việc bà giữ trái tim của ông bên mình cho đến cuối đời xuất hiện ở nửa đầu truyện. Câu nói "cor cordium" (tiếng Latin nghĩa là "trái tim của những trái tim") lấy từ cuốn tiểu thuyết Frankenstein của bà, là câu Oliver viết ở mặt sau tấm bưu thiếp khi rời nước Ý.

## Đón nhận

### Đánh giá
Trong bài viết mang tên Bỗng một mùa hè, nhà phê bình Stacey D'Erasmo của tờ The New York Times nhận xét Gọi em bằng tên anh là một cuốn sách tuyệt đẹp. Cynthia Zarin của tờ The New Yorker thì đánh giá "tiểu thuyết đầu tay của Aciman đã cho thấy ông là một bậc thầy ngữ pháp khi truyền tải về khát vọng." Charles Kaiser của tờ The Washington Post viết: "nếu bạn cũng là một nạn nhân của thứ tình yêu mù quáng, từng bất chấp tất cả chỉ để đến được với thứ bạn yêu, thì chắc chắn bạn sẽ thấy quen thuộc với cái đẹp chua chát mà André Aciman miêu tả trong cuốn tiểu thuyết tuyệt vời này."

### Doanh số
Theo Nielsen BookScan vào thời điểm ngày 19 tháng 2 năm 2018 tại Anh, Gọi em bằng tên anh đã bán được 33.376 bản và thu về 252.675 Bảng Anh.
Đầu tháng 11 năm 2017, lượng ấn hành của cuốn sách nhảy vọt 88%, tăng từ 618 bản lên đến 1,164 bản chỉ trong một tuần. Vào tuần đầu tháng 2 năm sau, cuốn sách đã bán được tổng cộng 2,012 bản.

### Giải thưởng
Tại giải thưởng văn học Lambda lần thứ 20, Gọi em bằng tên anh đã thắng giải tiểu thuyết chủ đề đồng tính luyến ái.

### Phần tiếp theo
Vào tháng 3 năm 2019, tác giả André Aciman tiết lộ phần hậu truyện của Gọi em bằng tên anh có tên Find Me sẽ được phát hành vào tháng 10 cùng năm. Ở phần này, ông Samuel - cha của Elio - đã ly dị vợ. Khi đang trên tàu từ Florence tới Rome để thăm con trai, một cuộc gặp gỡ định mệnh đã thay đổi cuộc đời của ông mãi mãi. Elio lúc này đã là một nhạc công dương cầm, chuyển đến sống tại Paris nơi cậu cũng tìm thấy cho mình một tình yêu mới. Trong khi đó, ở New England, Oliver là một giáo sư thành đạt với những cậu con trai gần tới tuổi trưởng thành, bỗng cảm thấy khát khao quay lại châu Âu.

## Chuyển thể
Gọi em bằng tên anh đã được chuyển thể thành bộ phim cùng tên qua bàn tay của đạo diễn Luca Guadagnino với sự tham gia của Timothée Chalamet vai Elio, Armie Hammer vai Oliver, và Michael Stuhlbarg vai bố của Elio. Phim được phát hành tháng 11 năm 2017 tại Hoa Kỳ và được giới phê bình đánh giá cao.
Tại Giải thưởng quả Cầu Vàng lần thứ 75, phim đã được đề cử cho các hạng mục Phim chính kịch hay nhất, Nam Diễn viên phim chính kịch xuất sắc Nhất cho Chalamet, và Nam diễn viên phụ xuất sắc nhất cho Hammer. Tại Lễ trao Giải Oscar lần thứ 90, phim đã được để cử ở các hạng mục Phim hay nhất, Diễn viên chính xuất sắc nhất (Chalamet), Bài hát chủ đề xuất sắc nhất ("Mystery of Love" do Sufjan Stevens trình bày), và thắng giải Kịch bản chuyển thể xuất sắc nhất (James Ivory).

### Điểm khác biệt giữa phim và tiểu thuyết
Cả bộ phim và tiểu thuyết đều là câu chuyện về khao khát được tự do khám phá bản thân mà không bị ràng buộc bởi lề thói xã hội. Tuy nhiên, để phù hợp với ngôn ngữ điện ảnh cũng độ dài 132 phút của phim, biên kịch James Ivory và đạo diễn Luca Guadagnino đã sửa đổi khiến bản phim có nhiều khác biệt so với nguyên tác. Căn bản nhất, bộ phim đã lược bỏ giọng tường thuật của nhân vật Elio. Thay vào đó, câu chuyện được kể qua góc nhìn thứ ba.
Nhân vật Marzia có vai trò tương đối quan trọng trong truyện, vì cô là thước đo căn bản để Elio khám phá đam mê của mình với Oliver. Mặc dù không còn xuất hiện sau khi Elio và Oliver đã khẳng định tình cảm dành cho nhau, nhưng cô vẫn thường xuyên được nhắc tới trong suy nghĩ của Elio. Quan hệ giữa Elio với Marzia và với Oliver không ảnh hưởng lẫn nhau trong tiểu thuyết, trong khi ở bản phim Marzia đã rút lui khi biết tình cảm thực sự của Elio. Cô xuất hiện trở lại vào cuối phim để an ủi Elio và muốn tiếp tục làm bạn với cậu.
Kết thúc của bộ phim có nhiều điểm không giống nguyên tác. Theo tiểu thuyết, Elio và Oliver đến Roma trước khi chia tay, còn trong phim, hai người du lịch đến Bergamo. Sau khi Oliver lên tàu, Elio không thể tự đi nổi về nhà mà phải gọi cho mẹ đến đón. Bộ phim kết thúc khi Oliver gọi điện thông báo mình sắp kết hôn, để lại Elio khóc một mình bên lò sưởi. Câu chuyện trong tiểu thuyết thì kéo dài tới 20 năm sau, khi cả Oliver lẫn Elio đều đã bước vào tuổi trung niên.